# Chester C. Bolton

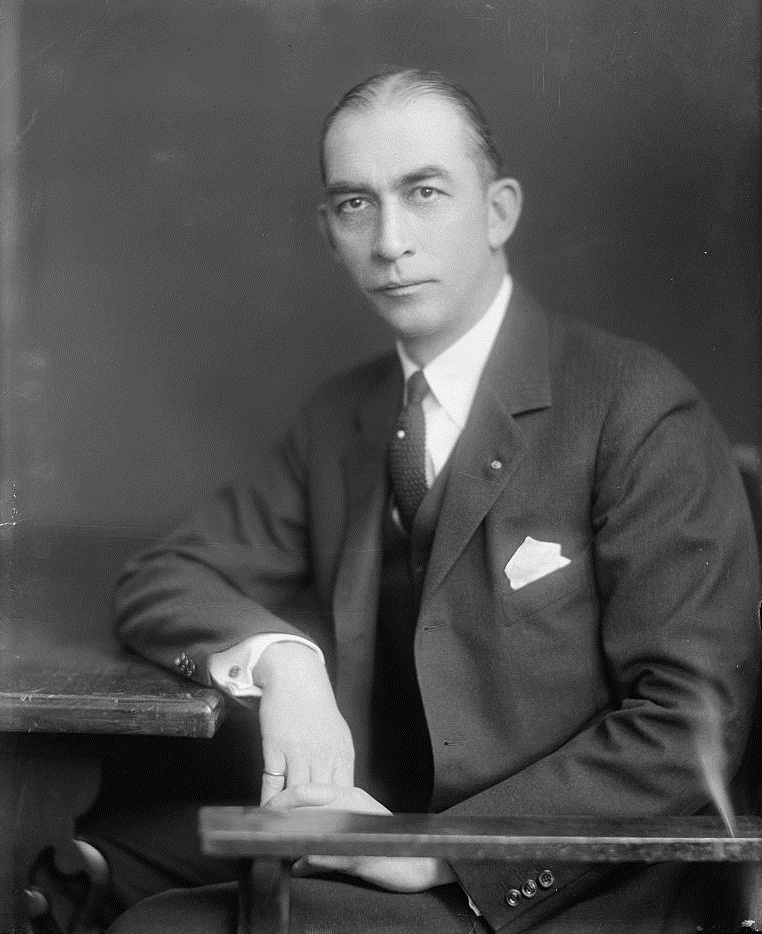
Chester C. Bolton

Chester Castle Bolton (* 5. September 1882 in Cleveland, Ohio; † 29. Oktober 1939 ebenda) war ein US-amerikanischer Politiker der Republikanischen Partei. Vom 4. März 1929 bis 3. Januar 1937 und vom 3. Januar 1939 bis zu seinem Tod war er Mitglied des Repräsentantenhauses der Vereinigten Staaten für den 22. Kongressdistrikt des Bundesstaates Ohio.

## Biografie
Chester C. Bolton wurde in Cleveland geboren. Dort besuchte er die öffentlichen Schulen. Er studierte an der University School in Cleveland und schloss 1901 ab. An der Harvard University schloss er sein Studium 1905 ab. Anschließend war er bis 1917 in der Stahlindustrie in Cleveland beschäftigt. Von 1905 bis 1915 diente er in der Ohio National Guard. Während des Ersten Weltkrieges wurde er 1917 wieder in den aktiven Dienst berufen. Er diente dort dann u. a. dem stellvertretenden Kriegsminister als Berater. Im selben Jahr wurde er in den Generalstab berufen und zum Lieutenant Colonel befördert. Der 101. Division gehörte er anschließend als stellvertretender Inspekteur an. Im Dezember 1918 wurde er aus dem aktiven Dienst abberufen. Er kehrte in seine Geburtsstadt zurück und wurde Direktor von mehreren Wirtschaftsunternehmen. In der Viehzucht war er auch aktiv. Von 1923 bis 1928 saß er im Senat von Ohio. Dort war er in den Jahren 1927 und 1928 President pro Tempore. 1928 war er Delegierter zur Republican National Convention in Kansas City.
Bei den Kongresswahlen 1928 zog er als Vertreter des 22. Distrikts von Ohio ins US-Repräsentantenhaus ein. Seinen Sitz konnte er bei den drei folgenden Wahlen verteidigen. 1934 war er Vorsitzender des Wahlkampfkomitees der Republikaner zur Kongresswahl 1934. 1936 verlor er seinen Sitz dann an den Demokraten Anthony A. Fleger. 1938 konnte er den Sitz von Fleger wieder zurückgewinnen. Am 29. Oktober 1939 starb Bolton in seiner Geburtsstadt. Er wurde auf dem Lake View Cemetery beigesetzt. Seine Ehefrau saß fortan als seine Nachfolgerin im Repräsentantenhaus.
Zu Lebzeiten war Bolton mit Frances P. Bingham verheiratet. Sein Sohn Oliver P. Bolton saß ebenso im Repräsentantenhaus.